# Juan Bassegoda
Juan Bassegoda Nonell  (en catalán, Joan Bassegoda i Nonell, Barcelona, 9 de febrero de 1930-ibídem, 30 de julio de 2012) fue un arquitecto e historiador español. Hijo del también arquitecto Bonaventura Bassegoda i Musté y nieto de Bonaventura Bassegoda i Amigó. Su hermano Bonaventura Bassegoda i Nonell es igualmente arquitecto, formando juntos la razón Bassegoda & Bassegoda.

## Biografía
Estudió en las Escuelas Pías de Barcelona (1935-1946) y en la Escuela Técnica Superior de Arquitectura de Barcelona (1947-1956), donde se tituló en 1956. En 1960 se doctoró en la Universidad Politécnica de Cataluña, e ingresó como profesor ayudante en la Escuela de Arquitectura de Barcelona. En 1966 fue elegido presidente de la Asociación de Amigos de Gaudí, y en 1968 catedrático de Historia de la Arquitectura y del Urbanismo, Jardinería y Paisaje de la Escuela de Arquitectura, y director de la Real Cátedra Gaudí, cargo que ocupó hasta su jubilación el año 2000. Desde entonces y hasta 2009 ostentó el cargo de conservador vitalicio de la Cátedra, pasando en 2010 a ser director honorario de la misma. En 1964 fue miembro fundador de ICOMOS (International Council of Monuments and Sites), entidad que presidió en los años 1980.
Además de sus cargos docentes, Bassegoda fue miembro de la Real Academia de Bellas Artes de Sant Jordi (de la que fue presidente entre 1990 y 1998), numerario de la Real Academia de Ciencias y Artes de Barcelona (1977) y honorífico del American Institute de Washington (1994) y de la Sociedad Hispánica de América de Nueva York (1994); también fue correspondiente de las academias de San Fernando de Madrid, de Santa Isabel de Sevilla, de San Telmo de Málaga y de Nuestra Señora del Rosario de La Coruña. En 1989 fue galardonado con la Medalla al Mérito en Bellas Artes en su categoría de oro, y en 2003 con la Medalla Pro Ecclesia et Pontifice.
Al frente de la Cátedra, Bassegoda se convirtió en uno de los mayores especialistas de la obra de Gaudí, así como uno de sus máximos divulgadores, escribiendo infinidad de libros, ensayos, artículos y estudios sobre el genial arquitecto modernista. Igualmente, siempre al frente de la Cátedra, se ocupó de numerosas restauraciones de obras de Gaudí, así como de su conservación y mantenimiento.
Como arquitecto, su especialidad fue la restauración de monumentos, principalmente de obras de Gaudí (Casa Batlló, Parque Güell, Pabellones Güell, Casa Calvet, Cripta de la Colonia Güell, Jardines de Can Artigas, etc) y de obras medievales: Catedral de Barcelona, Basílica de Santa María del Mar de Barcelona, Monasterio de Poblet, Monasterio de Pedralbes, Iglesia de San Andrés en La Selva del Campo, Palacio de la Música Catalana, Gran Teatro del Liceo, San Pedro de las Puellas, Iglesia de la Asunción de Biar, Palacio Episcopal de Barcelona, Catedral de Tarragona, Palacio Episcopal de la Seo de Urgel, Catedral de Tortosa, etc. Desde 1969 fue arquitecto diocesano de la Catedral de Barcelona.
Como historiador y escritor destacan sus estudios sobre historia de la arquitectura catalana ochocentista, y sobre todo las obras dedicadas a Gaudí, entre las que destaca El gran Gaudí (1989), posiblemente la monografía más detallada sobre el gran arquitecto modernista. Otras obras suyas son: Guía de Gaudí (1970), Los maestros de obras de Barcelona (1972), El Círculo del Liceo (1973), La catedral de Barcelona (1973), Historia de Arquitectura (1976), La Pedrera de Gaudí (1980), Història de la restauració de Poblet (1983), The Designs and Drawings of A. Gaudí (con George Collins, 1983), La casa Llotja de Mar (1985), Gaudí o espacio, luz y equilibrio (2002), El mestre Gaudí (2011), etc.

## Publicaciones y conferencias
- Prodigio de Amor: Ciclo de conferencias celebradas con motivo de la inauguración del Centenario del Real Santuario de San José de la Montaña, La Construcción del Santuario (2003: Barcelona). Barcelona: Congregación Madres Desamparados y San José de la Montaña, 2003. 26 pág.